# Montcet
Montcet är en kommun i departementet Ain i regionen Auvergne-Rhône-Alpes i östra Frankrike. Kommunen ligger  i kantonen Viriat som ligger i arrondissementet Bourg-en-Bresse. Kommunens areal är 6,68 km². År 2022 hade Montcet 715 invånare.

## Befolkningsutveckling
Antalet invånare i kommunen Montcet
Referens: INSEE